# Corsari dei Caraibi
Corsari dei Caraibi (in originale inglese Merchants & Marauders, letteralmente "Mercanti & Masnadieri") è un gioco da tavolo strategico pubblicato da Z-Man Games. I giocatori vestono i panni di un mercante o di un corsaro al tempo della pirateria nei Caraibi.

## Contenuto
- Plancia
- 4 Schede giocatore
- 10 dadi speciali
- 100 monete di vario valore
- 26 navi di plastica
- Tessere Domanda, Veliero, Upgrade
- 29 Gettoni
- 20 Bandierine Ricercato
- 254 carte
- 29 cubetti di legno
- 4 Forzieri (in cartone)
- 2 Schede Riepilogative
- Regolamento

## Descrizione
Scopo del gioco è conseguire 10 o più Punti Gloria scambiando merci, attaccando mercanti, raccogliendo denaro e affondando imbarcazioni nemiche.
Corsari dei Caraibi , permette ai giocatori di scegliere tra il ruolo di un influente mercante oppure di pirata senza paura, in entrambi i casi i giocatori saranno alla ricerca della loro fortuna tra i mari dei Caraibi durante l'età d'oro dei pirati.
Il gioco sfrutta il sistema di commercio e/o piazzamento e  combattimento che consentono di attuare coinvolgenti scenari.
Nello svolgimento del gioco, si avrà inoltre la possibilità di intervenire sulle qualità del vascello controllato, occuparsi di colmare le stive con le merci più appropriate e ingaggiare l'equipaggio con le caratteristiche che meglio rispondono al ruolo scelto.